# Romy Kasper
Romy Kasper   (Forst (Lausitz), 5 de maig de 1988) és una ciclista alemanya, professional des del 2007.
A principis de la dècada del 2020 participa de l'UCI Women's WorldTeam Human Powered Health. Va competir als Campionats del món de ciclisme en ruta de Florència de 2013. Va competir per Alemanya als Jocs Olímpics d'estiu de 2016 a la cursa de carretera femenina on va acabar en el lloc 44.

## Palmarès en carretera
- 2011
  - Vencedora d'una etapa al Tour de Feminin-Krásná Lípa
- 2014
  - Vencedora d'una etapa a la Volta a Turíngia
- 2016
  - Campiona universitària en ruta
  - Campiona universitària en contrarellotge

### Resultats a les Grans Voltes

#### Giro d'Itàlia
- 2012: 28a posició
- 2013: 51a posició
- 2015: 54a posició
- 2017: 15a posició
- 2019: 75a posició
- 2022: 37a posició
- 2024: 60a posició

#### Tour de França
- 2022: 35a posició
- 2023: 38a posició
- 2024: 92a posició
- 2025: 86a posició

#### Volta a Espanya
- 2024: 62a posició
- 2025: Abandona a la 7a etapa

## Palmarès en pista
- 2005
  -  Campiona d'Alemanya en puntuació júnior